# Rhumb

Les 32 directions de vent délimitant les 32 rhumbs ou aires de vents

En navigation maritime, un rhumb (ou quart de vent, ou quart d'angle) est une unité d'angle égale à 11°15' (soit un quart de 45°, un secteur angulaire d'un trente-deuxième de la rose des vents), employée pour exprimer la direction du vent.

## Objectifs et usages
Les compas de route ont été découpés en 32 parties (rhumbs) délimitées par des angles égaux de 11,25°, afin de simplifier la lecture, sans pour autant la rendre trop imprécise. Ceci permet d'utiliser une expression simple pour donner l'ordre au timonier d'infléchir sa route de quelques degrés "loffez (ou arrivez) d'un quart".
Toutefois ce terme s'emploie principalement pour désigner la direction du vent "rhumb de vent" pour identifier un changement de la direction du vent par rapport aux voiles, de tant de rhumbs/quarts d'angle.
L’aire de vent (ou par abus de langage air de vent,) désigne plus précisément le cap suivi par un vaisseau. Les rhumbs sont numérotés de 1 à 32 dans le sens horaire à partir du nord.

### Noms traditionnels
| Numéro | Compass point       | Rhumb | Nom traditionnel                   | Minimum  | Milieu   | Maximum  |
| ------ | ------------------- | ----- | ---------------------------------- | -------- | -------- | -------- |
| 0      | nord                | N     | Tramontana                         | 354.375° | 0.000°   | 5.625°   |
| 1      | nord quart nord-est | NqNE  | Quarto di Tramontana verso Greco   | 5.625°   | 11.250°  | 16.875°  |
| 2      | nord-nord-est       | NNE   | Greco-Tramontana                   | 16.875°  | 22.500°  | 28.125°  |
| 3      | nord-est quart nord | NEqN  | Quarto di Greco verso Tramontana   | 28.125°  | 33.750°  | 39.375°  |
| 4      | nord-est            | NE    | Greco                              | 39.375°  | 45.000°  | 50.625°  |
| 5      | nord-est quart est  | NEqE  | Quarto di Greco verso Levante      | 50.625°  | 56.250°  | 61.875°  |
| 6      | est-nord-est        | ENE   | Greco-Levante                      | 61.875°  | 67.500°  | 73.125°  |
| 7      | est quart nord-est  | EqNE  | Quarto di Levante verso Greco      | 73.125°  | 78.750°  | 84.375°  |
| 8      | est                 | E     | Levante                            | 84.375°  | 90.000°  | 95.625°  |
| 9      | est quart sud-est   | EqSE  | Quarto di Levante verso Scirocco   | 95.625°  | 101.250° | 106.875° |
| 10     | Est-sud-est         | ESE   | Levante-Scirocco                   | 106.875° | 112.500° | 118.125° |
| 11     | sud-est quart est   | SEqE  | Quarto di Scirocco verso Levante   | 118.125° | 123.750° | 129.375° |
| 12     | sud-est             | SE    | Scirocco                           | 129.375° | 135.000° | 140.625° |
| 13     | sud-est quart sud   | SEqS  | Quarto di Scirocco verso Ostro     | 140.625° | 146.250° | 151.875° |
| 14     | sud-sud-est         | SSE   | Ostro-Scirocco                     | 151.875° | 157.500° | 163.125° |
| 15     | sud quart sud-est   | SqSE  | Quarto di Ostro verso Scirocco     | 163.125° | 168.750° | 174.375° |
| 16     | sud                 | S     | Ostro                              | 174.375° | 180.000° | 185.625° |
| 17     | sud quart suroît    | SqSW  | Quarto di Ostro verso Libeccio     | 185.625° | 191.250° | 196.875° |
| 18     | susuroît            | SSW   | Ostro-Libeccio                     | 196.875° | 202.500° | 208.125° |
| 19     | suroît quart sud    | SWqS  | Quarto di Libeccio verso Ostro     | 208.125° | 213.750° | 219.375° |
| 20     | suroît              | SW    | Libeccio                           | 219.375° | 225.000° | 230.625° |
| 21     | suroît quart ouest  | SWqW  | Quarto di Libeccio verso Ponente   | 230.625° | 236.250° | 241.875° |
| 22     | ouest-suroît        | WSW   | Ponente-Libeccio                   | 241.875° | 247.500° | 253.125° |
| 23     | ouest quart suroît  | WqSW  | Quarto di Ponente verso Libeccio   | 253.125° | 258.750° | 264.375° |
| 24     | ouest               | W     | Ponente                            | 264.375° | 270.000° | 275.625° |
| 25     | ouest quart noroît  | WqNW  | Quarto di Ponente verso Maestro    | 275.625° | 281.250° | 286.875° |
| 26     | ouest-noroît        | WNW   | Maestro-Ponente                    | 286.875° | 292.500° | 298.125° |
| 27     | noroît quart ouest  | NWqW  | Quarto di Maestro verso Ponente    | 298.125° | 303.750° | 309.375° |
| 28     | noroît              | NW    | Maestro                            | 309.375° | 315.000° | 320.625° |
| 29     | noroît quart nord   | NWqN  | Quarto di Maestro verso Tramontana | 320.625° | 326.250° | 331.875° |
| 30     | nord-noroît         | NNW   | Maestro-Tramontana                 | 331.875° | 337.500° | 343.125° |
| 31     | nord quart noroît   | NqNW  | Quarto di Tramontana verso Maestro | 343.125° | 348.750° | 354.375° |
| 32     | nord                | N     | Tramontana                         | 354.375° | 360.000° | 5.625°   |

## Direction du vent
La région d'où vient le vent est désignée direction du vent. Cette direction a donc un sens opposé au flux aérien ou à la direction du navire entrainé.
Les directions de premier ordre correspondent aux quatre points cardinaux : nord (N), est (E), sud (S) et ouest (O).
Au deuxième ordre, on distingue quatre directions intermédiaires, dites « intercardinales », dont les noms sont formés en combinant les initiales des points cardinaux qui les encadrent, N et S précédant E et O, ce qui donne : NE, SE, SO et NO.
Au troisième ordre, l'initiale du cardinal précède le sigle de la direction intercardinale. Les huit directions sont donc NNO, NNE, ENE, ESE, SSE, SSO, OSO et ONO ; avec les huit directions principales de premier et de deuxième ordre, elles forment la rose des vents à 16 branches.
Au quatrième ordre, dans la rose des vents à 32 branches, la direction médiane entre un point du premier (ou deuxième) ordre et un point du troisième prend le nom du premier (ou deuxième) ordre, suivi du mot "quart" (ou du symbole « 1/4 ») et du nom du deuxième (ou premier) ordre vers lequel il faut faire la correction d'un "quart" : N 1/4 NE entre N et NNE, NE 1/4 N entre NE et NNE, et ainsi de suite.
Dans les applications qui nécessitent une plus grande précision, la direction est de préférence exprimée en degrés par rapport au nord.

## Ligne de rhumb
Une ligne de rhumb, appelée aussi ligne de vent, est la courbe décrite par un navire lorsqu'il navigue à cap constant. Sur les anciens portulans, de telles lignes étaient tracées à partir des roses des vents présentes sur la carte.
Le réseau de rhumbs porte le nom de marteloire (de l'italien mar teloio, toile de fond marine) : il n'est pas destiné à évaluer la position du navire mais à déterminer la nouvelle direction dans laquelle se trouve l'endroit où le navigateur veut aller. 
Quand un navire suit une telle course, il coupe donc tous les méridiens sous le même angle. La projection pour laquelle les lignes de rhumb sont des droites est la projection de Mercator.

Sur les portulans anciens, les lignes de rhumb étaient matérialisées à partir de roses de vents.